# أميليا بنس
أميليا بنس (بالإسبانية: Amelia Bence)‏ (و. 1914 – 2016 م) هي ممثلة، وممثلة أفلام، وممثلة تلفزيونية من الأرجنتين . ولدت في بوينس آيرس .
توفيت في بوينس آيرس .

## روابط خارجية
- أميليا بنس على موقع IMDb (الإنجليزية)
- أميليا بنس على موقع أول موفي (الإنجليزية)
- أميليا بنس على موقع قاعدة بيانات الفيلم (الإنجليزية)
- أميليا بنس على موقع كينوبويسك (الروسية)